# Jazz Maynard
Jazz Maynard es una serie de historietas de género negro creada por el guionista Raule y el dibujante Roger Ibáñez, ambos españoles, para la editorial francesa Dargaud. Su protagonista homónimo es un ladrón que se mueve por el barrio de El Raval de Barcelona.

## Creación y trayectoria editorial
Durante el Salón del Cómic de Barcelona 2003, el guionista Jean David Morvan, que iba acompañado de los ediotores de Dargaud-Benelux, descubrió la obra de Raule y Roger Ibáñez y les ofrecieron trabajar con ellos. Ya en el festival de Angoulême de 2004, firmaron el contrato.
El primer volumen vio la luz en 2007 y dada su buena acogida, pudieron continuar con la saga. También empezó a ser editada en España por Diábolo.

## Títulos
Se ha editado los siguientes álbumes:
- Jazz Maynard. Home Sweet Home (Dargaud, 2007)
- Jazz Maynard 2. Mélodie d'El Raval (Dargaud, 2008)
- Jazz Maynard 3. Envers et contre tout (Dargaud, 2008)
- Jazz Maynard 4. Sans espoir (Dargaud, 2010)
- Jazz Maynard integral (Dargaud / Diábolo, 2010)
- Jazz Maynard 5. Blood Jazz And Tears (Diabolo, 2015)